# Жуково (Великоустюгский район)
Жуково — деревня в Великоустюгском районе Вологодской области.
Входит в состав Верхнешарденгского сельского поселения, с точки зрения административно-территориального деления — в Верхнешарденгский сельсовет.
Расстояние по автодороге до районного центра Великого Устюга — 48 км, до центра муниципального образования Верхней Шарденьги — 1,5 км. Ближайшие населённые пункты — Подвалье, Верхняя Шарденьга, Горбачево.
По переписи 2002 года население — 7 человек.